# Indaphycus planus
Indaphycus planus är en stekelart som beskrevs av Hayat 1981. Indaphycus planus ingår i släktet Indaphycus och familjen sköldlussteklar. Inga underarter finns listade i Catalogue of Life.